# Roman Dirge

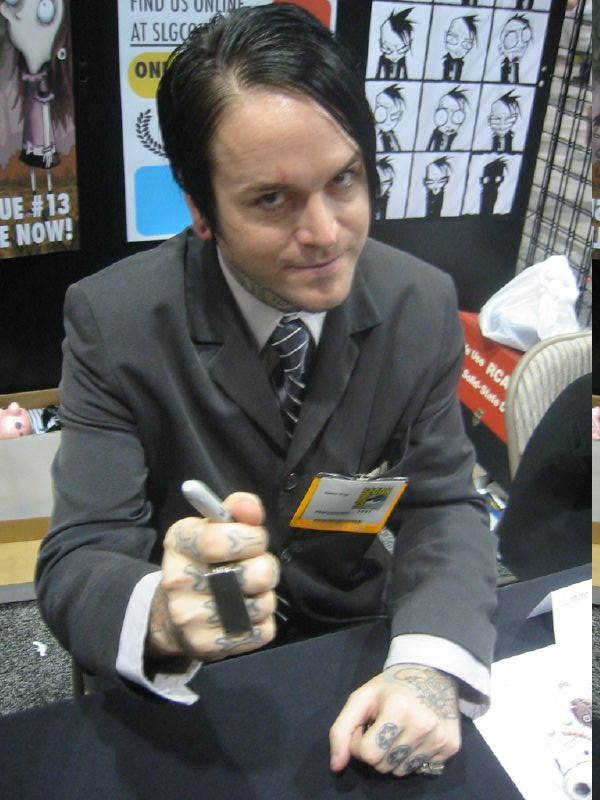
Roman Dirge bei der Comic Con in San Diego (2007)

Roman Dirge (* 29. April 1972, bürgerlich Roman Elliot) ist ein US-amerikanischer Comiczeichner und -autor, Illustrator und Zauberkünstler. Bekannt wurde er durch seine makaberen, schwarzhumorigen Comics. Sein bekanntestes Werk ist Lenore, the Cute Little Dead Girl.

## Werdegang
Dirge wurde schon zu seiner Schulzeit mitgeteilt, mit seinem schlichten Zeichenstil würde er es nie zu einem professionellen Zeichner bringen. Daher entschloss er sich, ein professioneller Zauberkünstler zu werden. Nach einigen Jahren wandte er sich dann aber wieder dem Zeichnen zu. Das Gekritzel seiner dreijährigen Cousine inspirierte ihn 1992 zu Lenore. Diese Idee arbeitete er weiter aus und schuf seinen ersten Comic. Anfangs musste er sich die nötigen 600 Dollar, die für den Druck seines Comics nötig waren, von seinem Geschäftspartner Mike Murphy leihen, um das Projekt zustande bringen zu können.
So erschien sein erster Comic unter dem Namen Xenophobe. Zusätzlich wurde Lenore im Black Market Magazine gedruckt. Es entstanden sechs Ausgaben im Eigenverlag von Xenophobe, bis Dan Vado vom Independent-Verlag Slave Labor Graphics bei der Alternative Press Expo in San Diego auf Dirge aufmerksam wurde und ihn unter Vertrag nahm. So bekam Roman Dirge die Möglichkeit, professionell Comics zu zeichnen und diese in großer Auflage vermarkten zu lassen.
Inzwischen hat sich Roman Dirge in der US-amerikanischen Comicszene einen Namen gemacht, was sich auch in zahlreichen Gast-Arbeiten bei vergleichbaren Künstlern, wie Serena Valentino, niederschlägt. Für seine Werke war Dirge bereits vier Mal für den renommierten Eisner Award nominiert. Zudem wirkte er ebenfalls bei der Nickelodeon-Zeichentrickserie Invader Zim mit. Im Februar 2009 erschien der erste Lenore-Sammelband auch in deutscher Übersetzung im UBooks-Verlag. Weitere Ausgaben der Serie sind dort in Planung.

## Stil
Dirges Comics sind ausschließlich schwarz-weiß. Seine Zeichnungen wirken skurril und schlicht, fast wie die eines Kindes. Vergleichbar ist die Optik von Dirges Comics mit denen der Puppenfilme von Tim Burton oder artverwandten Comics wie Gloomcookie oder Nightmares and Fairy Tales von Serena Valentino. Manche seiner Werke sind komplett als Reim geschrieben, wie Kindergedichte. Allerdings sind seine Comics nicht für Kinder geeignet. Dafür sind die Handlungen zu düster, zu makaber und zu zynisch und die bildliche Darstellung mitunter zu brutal. Inhaltlich handeln seine Werke von Grausamkeiten des alltäglichen Lebens, die mit viel schwarzem Humor dargestellt werden oder sind düstere Märchen. Es treten beispielsweise Wesen auf wie tote Mädchen, ein Vampir der zur Strafe in eine Puppe verwandelt wurde, ein Geist, der in einer Spinne lebt, ein Mensch, der in einen Kürbis verwandelt und verspeist wird, Bettwanzen, die Kinder fressen oder ein Rentier, das in eine Biene verliebt ist.

## Sonstiges
- Der Künstlername Dirge bedeutet auf Deutsch Klagelied oder Grabgesang.
- Roman Dirge bezeichnet sich selbst als Tattoo-süchtig. Er besitzt bereits 75.
- Dirge legte seine Arbeiten Anfang der Neunziger Tim Burton und Caroline Thompson zur Ansicht vor, die sich begeistert davon gezeigt haben sollen. Diese schufen Filme wie Nightmare Before Christmas, Corpse Bride und Edward mit den Scherenhänden, deren makabrer Stil mit Dirges Comics vergleichbar ist.
- Dirge ist persönlich befreundet mit Jhonen Vasquez, dem Schöpfer von Johnny the Homicidal Maniac und der Norwegerin Lise Myhre der Schöpferin von Nemi.
- Von Lenore existiert eine von Sony produzierte Zeichentrickserie. Lenore wird darin von Jessicka, von den Musikgruppen Scarling. und Jack Off Jill gesprochen.
- Dirge ist Mitglied in der Alternative-Rock-Gruppe Of Worlds Long Dead.
- Der Charakter Lenore basiert lose auf einer Ballade von Gottfried August Bürger, die später wieder von Edgar Allan Poe aufgegriffen wurde. Darin heiratet das Mädchen Lenore ihren in der Schlacht gefallenen und nun tot zurückgekehrten Liebsten Wilhelm.

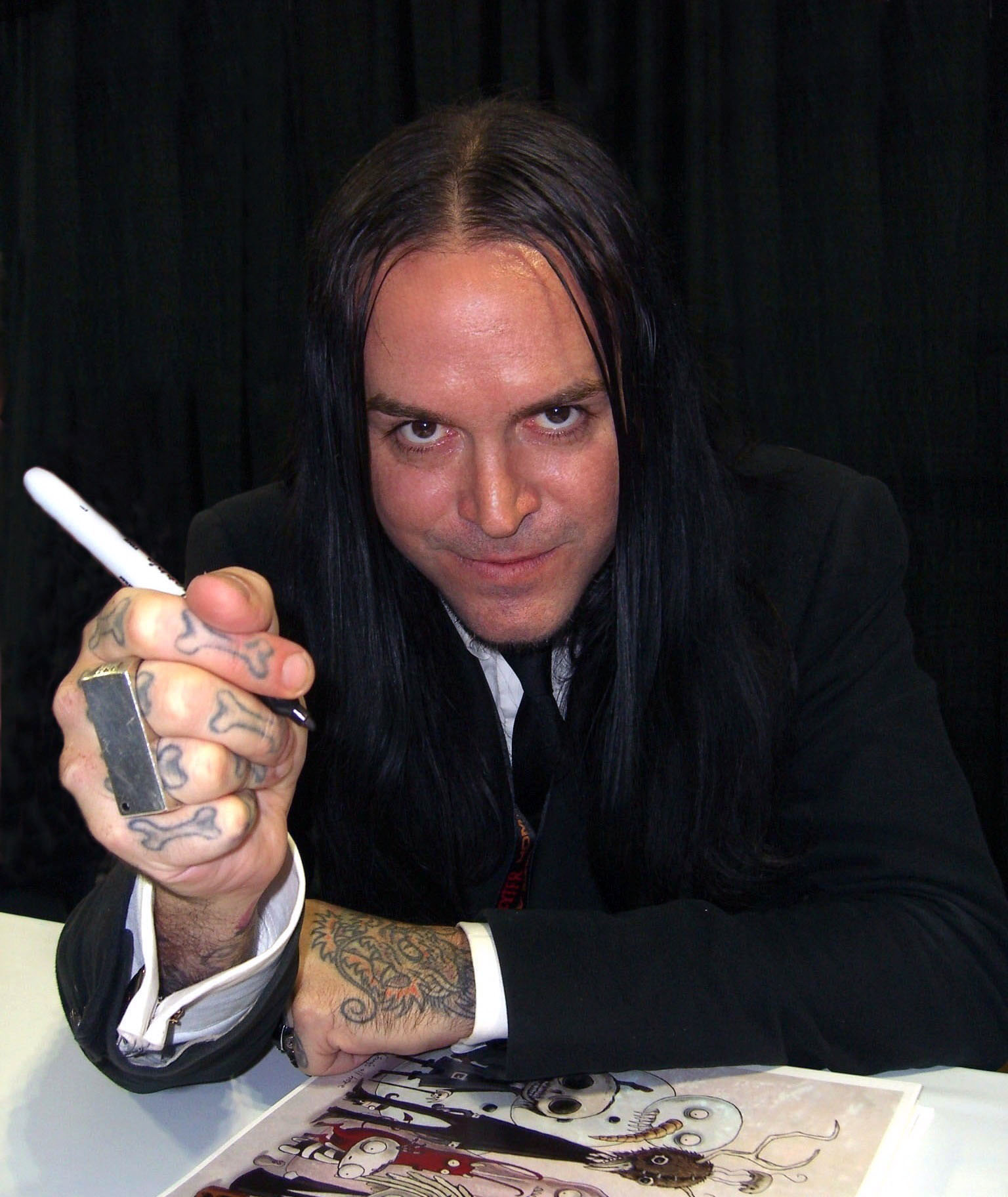
Roman Dirge bei der New York Comic Con (2011)

## Werke
- Lenore, the Cute Little Dead Girl (fortlaufend)
- Lenore: Noogies (Sammelband der Ausgaben 1 – 4)
- Lenore: Wedgies (Sammelband der Ausgaben 5 – 8)
- Lenore: Cooties (Sammelband der Ausgaben 9 – 12)
- The Monsters in my Tummy
- Something at the Window is Scratching -Children's Tales for Disturbed Children
- The Cat with a Really Big Head and and one other Story that isn't as Good
- The Haunted Mansion (fortlaufend)
- Open Jugular Cheesecake
- Peter the Pirate Squid (als Autor)
- It ate Billy on Christmas (zusammen mit Steven Daily, auch Autor)